# Fall Be Kind
 (mars 2012).
Si vous disposez d'ouvrages ou d'articles de référence ou si vous connaissez des sites web de qualité traitant du thème abordé ici, merci de compléter l'article en donnant les références utiles à sa vérifiabilité et en les liant à la section « Notes et références ».
Fall Be Kind est le quatrième EP du groupe de musique Animal Collective. Il est sorti le 23 novembre 2009.
L'EP est composé de chansons qui ne sont pas sorties sur leur précédent et huitième album studio, Merriweather Post Pavilion, sorti la même année.
Fall Be Kind a reçu un bon accueil critique lors de sa sortie. Pitchfork, le magazine musical américain, lui a attribué une note de 8,9/10.